# Lech Kadłubowski
Lech Dymitr Kadłubowski (ur. 1 grudnia 1916 w Marjino, zm. 26 marca 2004 w Sopocie) – polski architekt, profesor Państwowej Wyższej Szkoły Sztuk Plastycznych w Gdańsku.

## Życiorys
Pochodził z rodziny szlacheckiej herbu Drzewica, syn Wiktora. W 1937 roku ukończył Gimnazjum Humanistyczne im. Adama Mickiewicza w Wilnie. W latach 1937–1938 odbył służbę wojskową w Szkole Podchorążych Rezerwy w Grudziądzu. W 1938 roku podjął studia na Wydziale Architektury Politechniki Warszawskiej.
Podczas okupacji niemieckiej przebywał w Białostockiem i Warszawie.
Od 1945 roku mieszkał z żoną i synem w Gdańsku. W 1948 roku uzyskał dyplom architekta na Wydziale Architektury Politechniki Gdańskiej. W latach 1949–1963 pracował w Centralnym Biurze Projektów Architektonicznych i Budowlanych „Miastoprojekt” w Gdańsku, gdzie zrealizował wiele budynków i zespołów urbanistycznych m.in. budynki szkół w Gdańsku, Sopocie i Gdyni, budynki mieszkalne w Gdańsku, budynki użyteczności publicznej w Gdańsku: pocztę przy ulicy Długiej i Teatr Wybrzeże. W latach 1954–1958 był generalnym projektantem odbudowy Głównego Miasta w Gdańsku.
Równocześnie od 1950 do 1987 roku pracował w Państwowej Wyższej Szkole Sztuk Plastycznych, gdzie prowadził Pracownię Projektowania Architektonicznego, a następnie Pracownię Projektowania Wstępnego i Pracownię Projektowania Architektury Wnętrz na Wydziale Architektury, którego w latach 1964–1969 był dziekanem.
Był mężem Wandy (1920–2012), artystki plastyczki, ojcem Bogdana Aleksandra (1944–1990), architekta. Wnuk Lech Mikołaj (1971–2013), był także architektem.

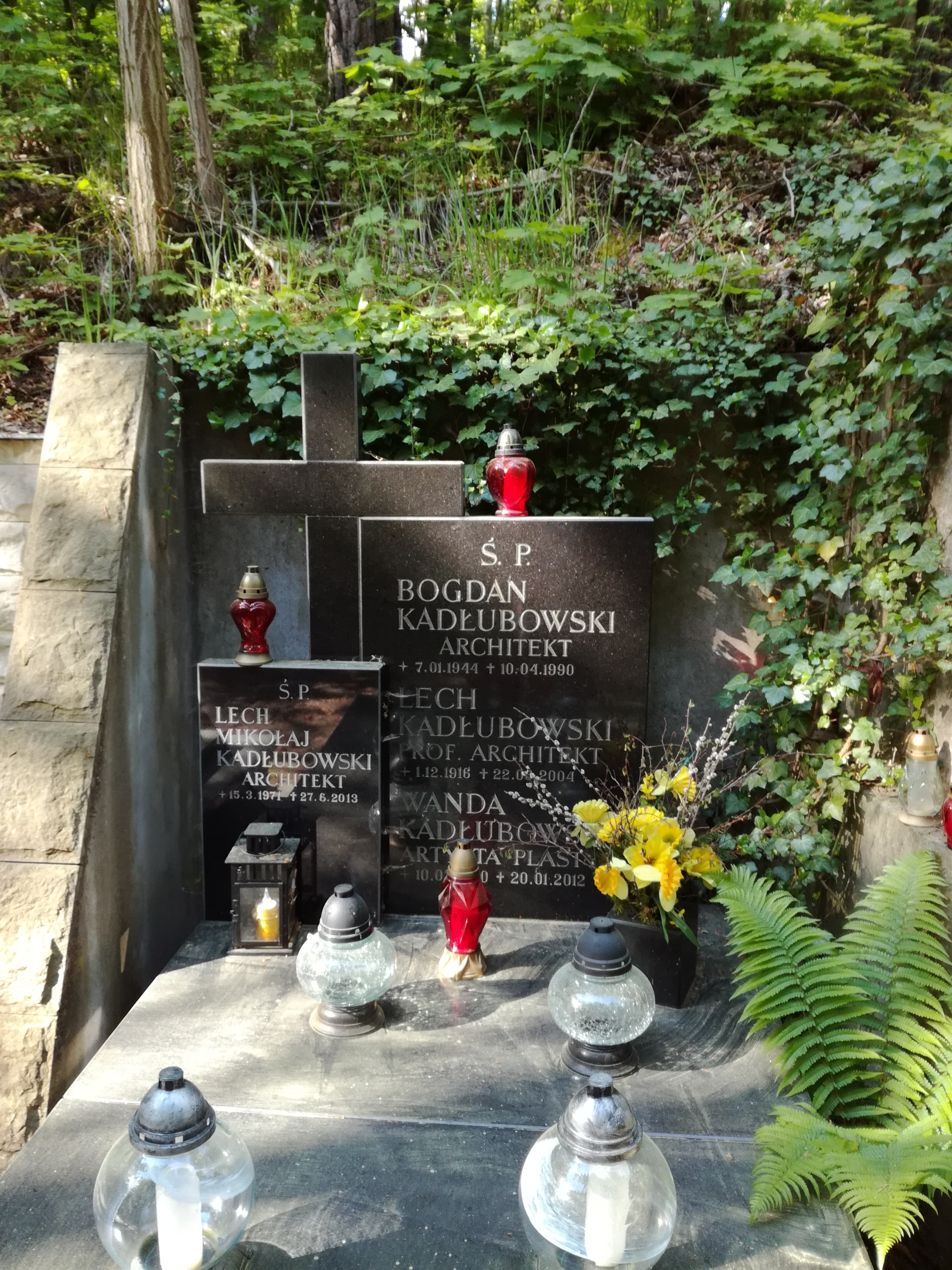
Grób prof. Lecha Kadłubowskiego na cmentarzu Komunalnym w Sopocie

Zmarł w Sopocie, pochowany na miejscowym cmentarzu komunalnym (kwatera F1-6-6).

## Ordery i odznaczenia
- Krzyż Kawalerski Orderu Odrodzenia Polski (1966)
- Złoty Krzyż Zasługi (dwukrotnie: 1954, 1968)
- Srebrny Krzyż Zasługi (16 stycznia 1953)[3]
- Medal 10-lecia Polski Ludowej (16 czerwca 1955)[7]
- Medal Księcia Mściwoja II (1997)[8]
- Złota Odznaka SARP (1988)
- Odznaka honorowa „Za zasługi dla Gdańska” (1960)

Źródło:.

## Nagrody
- Nagroda Honorowa SARP za projekt budynku Poczty Polskiej w Gdańsku (1953)
- Nagroda Państwowa II stopnia za twórczy wkład w odbudowę ulicy Długiej i Długiego Targu w Gdańsku, a w szczególności za wprowadzenie form współczesnej architektury do zespołów zabytkowych w Gdańsku (1955)[9]
- „Order Stańczyka” miesięcznika „Litery” (1966)[1]
- Nagroda indywidualna Ministra Kultury i Sztuki II stopnia (1977)
- Nagroda Prezydenta miasta Gdańska (1980)

Źródło:.